# Leucanella muelleri
Leucanella muelleri är en fjärilsart som beskrevs av Max Wilhelm Karl Draudt 1929. Leucanella muelleri ingår i släktet Leucanella och familjen påfågelsspinnare. Inga underarter finns listade i Catalogue of Life.